# 古丰镇
古丰乡，是中华人民共和国甘肃省武威市古浪县下辖的一个乡镇级行政单位。

## 行政区划
古丰乡下辖以下地区：
古丰村、西山堡村、冰沟墩村、柳条河村、韭菜冲村、王府村和湖塘洼村。